# Viadukt Garabit

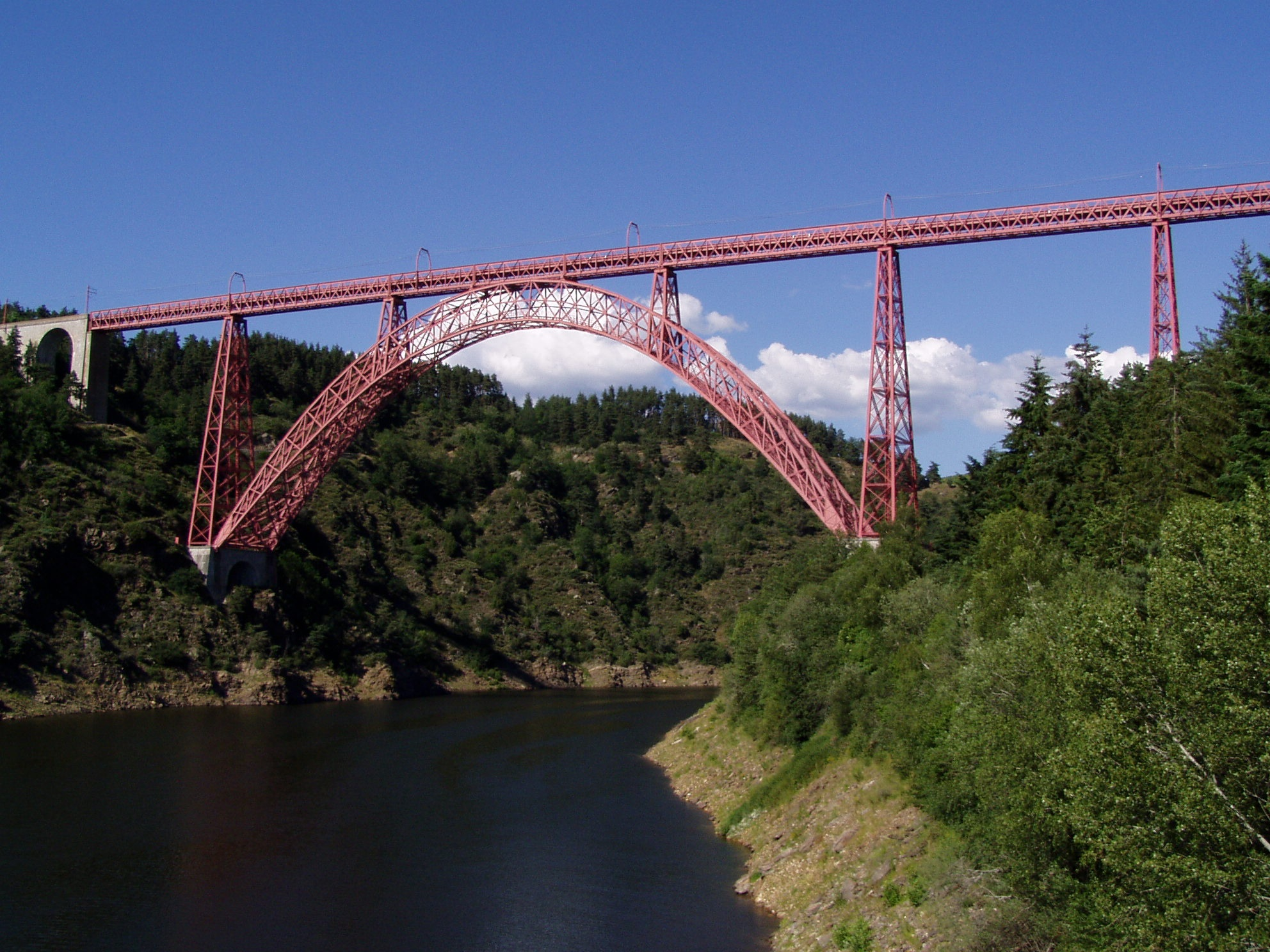
Viadukt Garabit

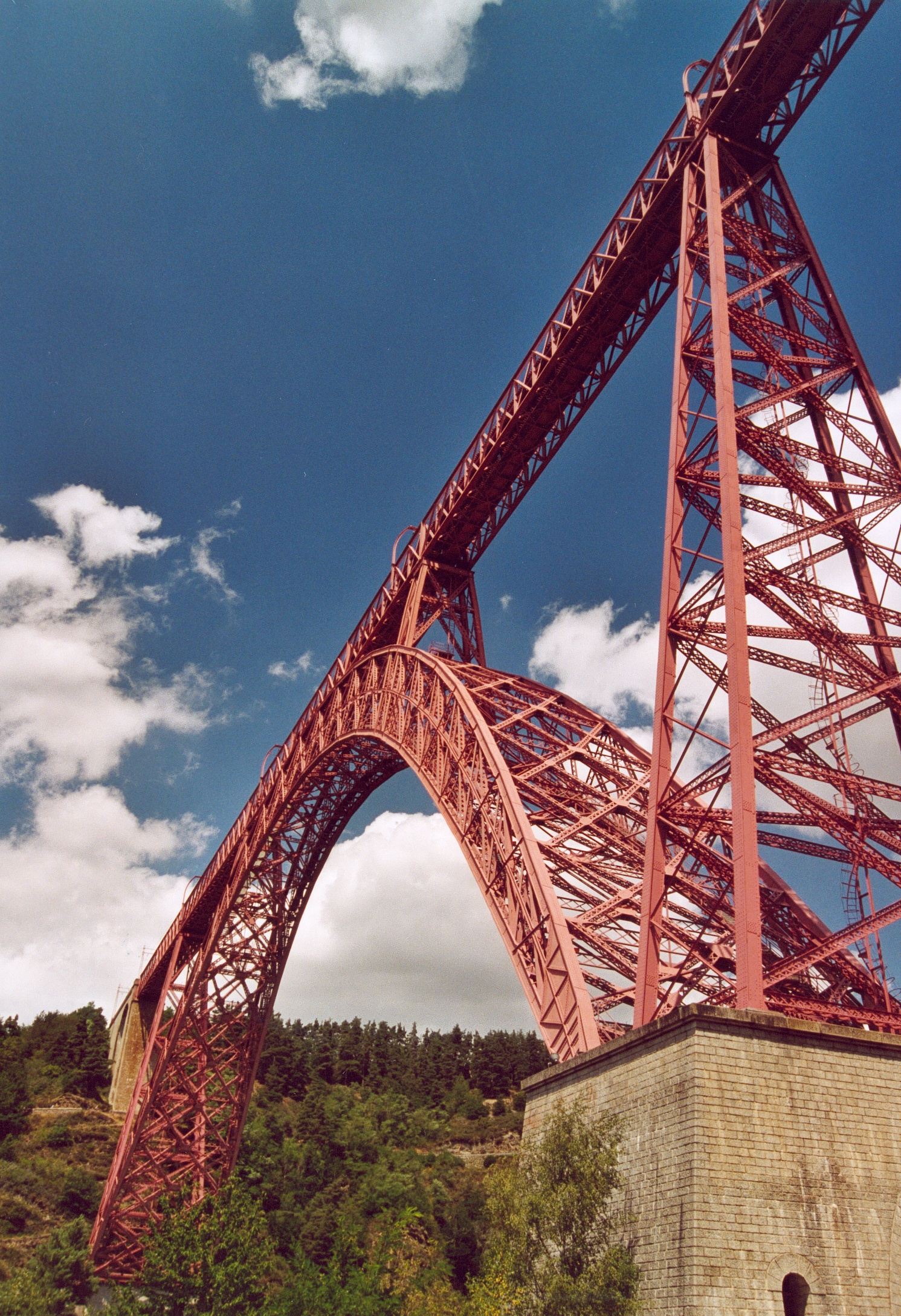
Viadukt Garabit

Garabitský viadukt (francouzsky Viaduc de Garabit) je obloukový železniční most, který vede přes řeku Truyère v departementu Cantal ve Francii, na jednokolejné elektrifikované železniční trati Béziers-Neussargues, a patří k předním dílům architekta Gustava Eiffela.
Konstrukční plány a statické výpočty pochází od Maurice Koechlina a Émile Nouguiera. Po 25 let byl nejvyšším železničním mostem světa a je řazen mezi nejvýznamnější mosty 19. století.
Most byl postaven v letech 1880 až 1884 Eiffelovou společností na základě jeho návrhu. Stavbu vedl Maurice Koechlin. Otevřen byl v roce 1885.
Na stavbě mostu spolupracovala Eiffelova firma Eiffel et Cie. s Léonem Boyerem (1851–1886) a Mauricem Koechlinem (1856–1946).  Hlavní nosný parabolický oblouk má rozpětí 165 m a celková délka mostu je 565 m. Výška mostního pilíře je 80 m. Hmotnost zdiva je 3 249 tun, objem zděné části je 18 647 krychlových metrů. Hmotnost použitého železa je 3 326 tun. Most byl natřen narůžovo a na nátěr se spotřebovalo 38 tun barvy. Na stavbě pracovalo až 500 dělníků, jeden z nich se smrtelně zranil.
Ve své době byl most u Garabitu nejvyšším mostem na světě. Náklady na celý projekt byly 3 100 000 franků.
V současné době je stále funkční most turistickým cílem a u řeky jsou dva hotely. Výhled na most je ze silničního mostu přes řeku na silnici D909, kde je také informační tabule a volná plocha pro parkování. Další možností je výhled z úzké silničky D13, která se klikatí se po pravém břehu řeky. Výhled na údolí řeky a most je i z dálničního odpočívadla Garabit na dálnici E11 (A75), kde je také informační středisko, otevřené jen v turistické sezóně. K mostu Garabit se odbočuje z dálnice E11 (A75), exit 30.

## Most ve filmu
V roce 1976 si most vybrali producenti pro Cassandřin most ve filmu Přejezd Kassandra.